# Cachet
cachet（カシェ）は、2014年に大学の同級生で結成した日本のロックバンド。

## メンバー
mar（マル）
ボーカル、ギター担当。作詞、作曲を手掛ける。
好きなアーティスト：いろいろ。
好きな食べ物：チーズ。
kyoro（キョロ）
キーボード、コーラス担当。鍵盤、作曲、作詞を手掛ける。
好きなアーティスト：sting、ザ・ビートルズ。
「kyoroという名は、アナグラムである」（本人談）
koto（コト）
ベース、コーラス担当。cachetのアートワーク担当。
好きなアーティスト：L'Arc〜en〜Ciel。
ina（イナ）
ドラム担当。
いつもサングラスを掛けている。
チョコレートが苦手！

## 概要
2014年に大学の同級生で結成。
初めはmar,kotoの2人でデモ音源の作成等を行っていたが、バンドとして本格的に活動を開始するにあたり、kyoro,inaに声をかけ、2014年11月に現在の体制に。
当時inaはドラムスティックを握ったことすらなかったので、cachetとして活動を始めたその日にスティックを買いにいった。

## 来歴
- 2014.11.16 結成
- 2015.2.16 初ライブ
- 2016.3.30 1st MV "fall"公開
- 2016.4.6 1stシングル"roam"発売
- 2017.1.17 1st zine "vase"発売
- 2017.10.1 2nd MV "freegia"公開
- 2018.1.28 2nd zine "meek"発売

　レコ発記念イベント
　"meek as a lamb"を開催
- 2018.5.19 池袋ジャズフェスティバル
- 2018.12.2 3rd zine "tide"発売

　レコ発記念イベント
　"turn the tide"を開催
- 2019.4.5   ダウンロード版配信開始

## ディスコグラフィー
- 1stシングル"roam"

1. esca
2. fall
3. mist

- 1st zine "vase"

1. puzzle
2. freegia

- 2nd zine "meek"

1. m-80’s
2. fragment

- 3rd zine "tide"

1. noctilca
2. lapislazuli